# Urmările Primului Război Mondial

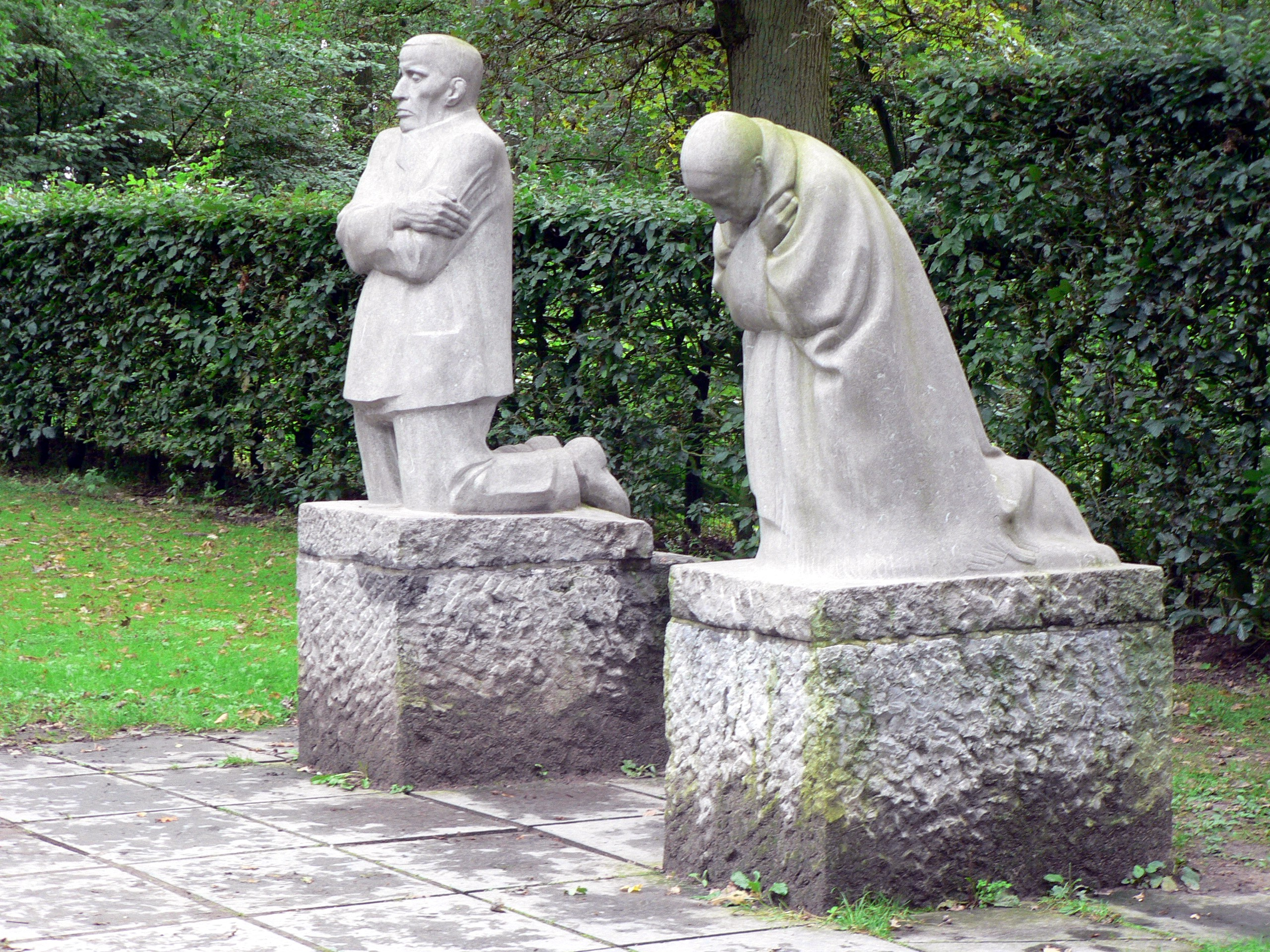
„Părinți îndoliați”, sculptură de Käthe Kollwitz în cimitirul militar din Vladslo, Belgia

Luptele din Primul Război Mondial s-au încheiat la ora 11:00 a zilei de 11 noiembrie 1918, după semnarea convenției de armistițiu. 
Prin urmările sale, încheierea Primului Război Mondial a afectat profund ordinea politică, socială și culturală a întregii lumi, chiar și a zonelor neimplicate direct în conflagrație. Au apărut noi state pe harta politică a lumii, altele vechi au dispărut sau și-au modificat radical granițele, au fost înființate organizații internaționale, iar noi idei politice și economice și-au câștigat locul în lume.

## Blocada Germaniei
Deși fusese semnat un armistițiu, Aliații au menținut o blocadă navală împotriva Germaniei, blocadă care fusese impusă încă din timpul războiului. Termenii armistițiului permiteau transporturile de alimente pe cale maritimă către Germania. Aliații au pretins ca Germania să asigure vapoarele necesare transportului. Guvernului german i s-a cerut să-și folosească rezervele de aur, după ce nu a reușit să obțină un împrumut de la Statele Unite. Unii istorici merg până acolo, încât afirmă că proasta aprovizionare cu alimente cu mijloacele navale a fost una dintre principalele cauze ale izbucnirii celui de-Al Doilea Război Mondial. Există însă și acum voci care afirmă că tratamentul aplicat de Aliați Germaniei trebuia să fie mai aspru. 
Blocada maritimă nu a fost ridicată până în iunie 1919, când Tratatul de la Versailles fusese semnat de majoritatea națiunilor participante la conflict.

## Tratatul de la Versailles
După ce negocierile Conferinței de pace de la Paris din 1919 s-au încheiat, a fost semnat Tratatul de la Versailles pe 28 iunie 1919, document care punea în mod oficial capăt războiului. Între cele 440 de articole ale tratatului se aflau cele care cereau ca Germania să-și asume în mod oficial responsabilitatea pentru declanșarea conflagrației și ca ea să plătească despăgubiri de război foarte ridicate. Tratatul privea numai Germania, pentru celelalte țări membre ale alianței Puterilor Centrale fiind semnate după câtăva vreme tratate separate. Tratatul includea o clauză pentru crearea Ligii Națiunilor. Senatul Statelor Unite nu a ratificat niciodată tratatul, iar Statele Unite nu a făcut niciodată parte din Liga Națiunilor, în ciuda faptului că președintele american Woodrow Wilson a fost cel mai mare susținător al acestei organizații internaționale. Statele Unite au negociat o pace separată cu Germania, semnată în august 1921.

## „Gripa spaniolă”
Un eveniment separat, dar legat de conflagrația mondială, a fost pandemia de gripă. O tulpină nouă de gripă, originară din SUA, dar denumită în mod eronat ca "Gripa spaniolă", a fost adusă în mod accidental în Europa de militarii americani. Boala s-a răspândit rapid pe tot continentul american și european, iar până la urmă pe tot globul, infectând peste 500.000.000 de persoane din cca 2 miliarde de locuitori cât avea atunci Terra. Unul din patru americani s-a îmbolnăvit de gripă. Numărul exact al morților nu este cunoscut, dar este apreciat ca fiind între 20 și 100 de milioane de oameni în întreaga lume. În 2005, conform unui studiu, „virusul din 1918 dezvoltat la păsări a fost similar cu «gripa aviară» care ne amenință cu o nouă epidemie mondială”.

## Consecințe geopolitice și economice

### Revoluțiile
Poate cel mai important eveniment precipitat de lipsurile războiului a fost revoluția rusă din 1917. Un val de revoluții de orientare socialistă sau comunistă a apărut în mai multe țări europene începând din 1917, cele mai importante fiind cele din Germania și Ungaria. 
Ca rezultat al refuzului bolșevicilor de a ceda teritorii, forțele germane și austriece au atacat și învins armatele rusești, obligând autoritățile de la Petrograd să accepte semnarea tratatului de la Brest-Litovsk din martie 1918. Tratatul prevedea ca Rusia să renunțe la toate pretențiile asupra Estoniei, Finlandei, Letoniei, Lituaniei, Poloniei (mai precis asupra așa-numitei Polonii a Congresului aflată sub control rusesc), și asupra Ucrainei. Tratatul lăsa la latitudinea Germaniei și Austro-Ungariei "să determine viitorul statut al acestor teritorii în înțelegere cu populațiile locale." Mai târziu, guvernul lui Lenin, a renunțat la teritoriile poloneze ocupate ca urmare a ultima împărțiri a Poloniei, ceea ce a permis noului constituit stat polonez să ceară restaurarea granițelor din 1772. Până în cele din urmă, tratatul a fost anulat, după ce Germania a fost înfrântă în 1918, lăsând ca situația granițelor din răsăritul Europei să fie cea mai mare problemă interbelică. 

### Rusia
Rusia, care suferise deja mari pierderi umane și economice, a fost răvășită de un cumplit război civil, în cursul căruia se apreciază că au fost uciși 15 milioane de oameni. În timpul revoluției ruse și a războiului civil care a urmat, mai multe națiuni neruse și-au cucerit independența, unele numai pentru a o pierde în scurt timp. Republica Populară Ucraineană și Republica Populară Belarus au avut fost state efemere, ocupate la scurtă vreme după proclamarea independenței de Rusia Bolșevică. Finlanda, după proclamarea independenței, a trecut prin războiul civil. A fost nevoie de două războaie cu Uniunea Sovietică (în 1939-1940 și 1941-1944) pentru ca Finlanda să-și asigure în mod definitiv suveranitatea. Lituania, Letonia și Estonia și-au cucerit o independență care părea definitivă. În 1939, Uniunea Sovietică avea să anexeze țările baltice, care nu aveau să-și recucerească independența decât după prăbușirea Uniunii Sovietice. 
România, care cuprindea în 1916 teritoriile fostelor Principate Române Valahia și Moldova, s-a reîntregit prin unirea Basarabiei cu Țara în martie 1918. 
Armenia, Georgia și Azerbaidjanul au devenit state independente în regiunea Caucazului. În 1922, aceste republici au fost invadate de URSS și au fost transformate în republici sovietice. Evenimente asemănătoare s-au petrecut și în Asia Centrală, unde toate statele nou proclamate au fost ocupate și anexate de Uniunea Sovietică. Uniunea Sovietică, statul succesor al Imperiului Rus, a avut șansa ca Imperiul German să piardă războiul, Tratatul de la Brest-Litovsk, care consfințea mari pierderi teritoriale și de populație pentru Rusia, fiind, astfel, anulat.

### Imperiul Austro-Ungar
Odată cu schimbarea cursului războiului în defavoarea Puterilor Centrale, populația Imperiului Austro-Ungar și-au pierdut încrederea în aliați și în victorie, și chiar mai înainte de semnarea armistițiului din noiembrie, naționalismul radical dusese la proclamarea mai multor declarații de independență (septembrie – octombrie 1918). Dacă, la început, Aliații au sperat să mențină Austro-Ungaria (eventual cu un teritoriu redus) pentru contrabalansarea puterii Germaniei în Europa Centrală, interpretând cele 14 puncte proclamate de președintele american Woodrow Wilson ca pe o invitație la federalizarea Austro-Ungariei, evenimentele care s-au precipitat au dus la dezintegrarea imperiului și proclamarea unei serii de state independente (Cehoslovacia, Austria, Ungaria) și la o importantă creștere teritorială a altora (Regatul României și Regatul Sârbilor, Croaților și Slovenilor, viitoarea Iugoslavie).  
Redesenarea frontierelor în Europa de Sud-Est a fost un proces complicat. Cum guvernul central austro-ungar a încetat să mai fie capabil să controleze periferiile, respectivele regiuni s-au trezit fără nicio autoritate care să păstreze ordinea, numeroase grupuri încercând să pună mâna pe putere. În aceeași vreme, în toate regiunile se manifestau lipsurile în aprovizionarea cu alimente, iar populația era demoralizată de pierderile aduse de război. Diferite partide, mergând de la extrema stângă la cea dreaptă, au încercat să formeze guverne pe principii naționale pentru unele dintre regiunile imperiului. Transilvania era socotită de românii din Regat ca un teritoriu care s-ar fi cuvenit să se unească cu Țara, sentiment care era împărtășit de majoritatea populației din provincie. Astfel de evenimente au creat guverne de facto și au pus în fața faptului împlinit pe diplomați, pe idealiști și pe cei mai pragmatici politicieni aliați. 
Aliații occidentali trebuiau în mod oficial să ocupe vechiul imperiu, dar nu au avut suficiente trupe pentru a duce la bun-sfârșit această operațiune. Trupele aliate au trebuit să se descurce cu programele diferitelor autorități locale, care, deseori, difereau de programul guvernului de la Viena. La conferința de pace, diplomații au trebuit să împace aceste autorități cu cererile naționaliștilor, cu interesele politico-economice imediate sau pe termen lung ale Aliaților și cu dorința de a implementa cu adevărat cele 14 puncte wilsoniene. 
De exemplu, pentru a asigura dreptul la autodeterminare (în conformitate cu prevederile declarației „celor 14 puncte”)  al germanilor, atât din Germania, cât și din Austria, aceștia ar fi trebuit să fie capabili să-și exprime dorința cu privire la noua lor formă de guvernare și țara în care ar fi trebuit să trăiască. Dar Franța era deja îngrijorată de formarea unei Germanii Mari (care să cuprindă atât teritoriile germane, cât și pe cele austriece), care să devină o amenințare pentru securitatea europeană. Mai mult, delegații cehi, sloveni și polonezi aveau cereri importante pentru cuprinderea în viitoarele lor state naționale a unor teritorii cu populație vorbitoare de limbă germană. 
Rezultatul a fost un tratat care încerca un compromis între diferitele dorințe, reușind să nemulțumească pe toată lumea, stabilind o nouă ordine în regiune. Oamenii trăitori în zonă au sperat că noile state naționale vor permite apariția unei noi noi ere de prosperitate și pace, liberă de conflictele naționaliste care marcaseră ultimii 50 de ani. Din păcate, aceste așteptări aveau să se dovedească mult prea optimiste.
Schimbările teritoriale de după Primul Război Mondial includ:
- Constituirea unor noi republici – Austria și Ungaria – rupând orice continuitate cu fostul imperiu. Familia Habsburg a fost exilată pentru totdeauna.
- Granițele noii Ungarii independente nu cuprindeau două treimi din teritoriile fostului Regat al Ungariei, deși includea cele mai multe teritorii locuite majoritar de etnicii maghiari.

Împărțirea Austro-Ungariei după Primul Război Mondial

- Boemia, Moravia, Silezia cehă, Slovacia și Rutenia Carpatică au format noua Cehoslovacie.
- Galiția a fost transferată Poloniei.
- Tirolul de Sud și Triestul au fost oferite Italiei.
- Bosnia-Herțegovina, Croația-Slavonia, Dalmația, Slovenia și Voivodina au fost unite cu Serbia și Muntenegru pentru a forma  Regatul Sârbilor, Croaților și Slovenilor, viitorul Regat Iugoslav.
- Transilvania și Bucovina s-au unit cu  România.

Aceste schimbări au fost recunoscute, dar nu cauzate, de Tratatul de la Versailles. Ele au fost mai apoi recunoscute în tratatele care au fost semnate mai târziu la Saint-Germain și la Trianon. 
Noile state apărute în Europa Răsăriteană aveau pe teritoriile lor importante minorități naționale. Mai multe sute de mii de germani s-au trezit peste noapte minoritari în noile state naționale apărute. Un sfert dintre unguri se aflau în afara Ungariei independente. 
Anii interbelici au fost grei pentru evreii din regiune. Mulți naționaliști nu aveau încredere în evrei, pe care îi considerau incomplet integrați în comunitățile naționale. Spre deosebire de vremurile monarhiei austro-ungare, evreii au fost deseori ostracizați și discriminați. Deși atitudinile antisemite erau răspândite și în timpul domniei Habsburgilor, evreii nu trebuiau să facă față discriminării oficiale, în principal pentru că se dovediseră unii dintre cei mai ardenți sprijinitori ai statului și monarhiei multinaționale austro-ungare. 
Problemele economice generate de război și sfârșitul uniunii vamale austro-ungare au creat greutăți în diferite regiuni ale fostului imperiu. Deși cele mai multe state apărute după război s-au organizat ca democrații parlamentare, una câte una au eșuat sub o formă oarecare de autoritarism. Unele dintre aceste state s-au aflat în competiție, fără a se ajunge la conflicte cu adevărat importante (cu excepția războiului polono-sovietic). Mai târziu, după reînarmarea Germaniei, statele naționale sud-est europene au fost incapabile să reziste atacurilor naziste și au căzut sub o dominație mai grea decât cea a Imperiului Austro-Ungar.

### Imperiul Otoman

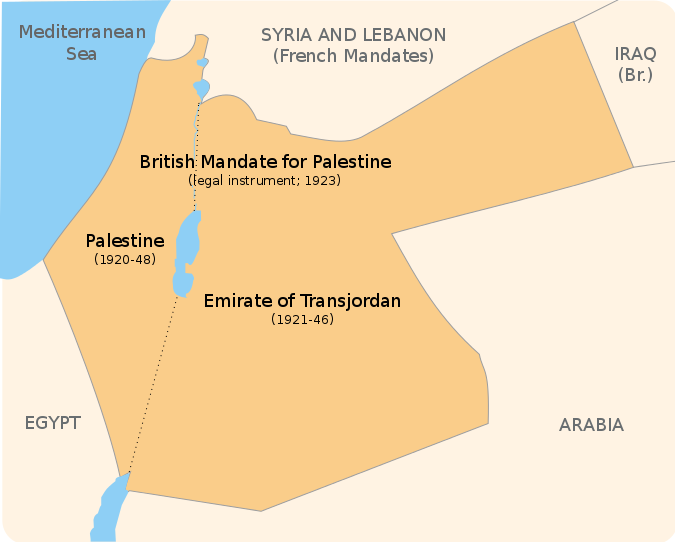
Palestina și Transiordania au fost incorporate (sub diferite aranjamente legale și administrative) în Palestina sub Mandat Britanic pe 29 septembrie 1923.

La sfârșitul războiului, Imperiul Otoman s-a prăbușit complet și a fost împărțit între puterile victorioase ale Antantei, după semnarea Tratatului de la Sèvres de pe 10 august 1920. Prăbușirea imperiului a dus la crearea Orientului Mijlociu modern. Liga Națiunilor a oferit Franței mandate asupra Siriei și Libanului, iar Regatului Unit mandate asupra Irakului și Palestinei (formată din două regiuni autonome: Palestina și Transiordania). O parte a teritoriilor otomane din Peninsula Arabică au devenit ceea ce sunt azi Arabia Saudită și Yemen. Italia și Grecia au primit, de asemnenea, părți importante din Anatolia. La sugestia lui Woodrow Wilson, Republica Democrată Armeană a fost extinsă spre sud-est în teritoriul Turciei din zilele noastre, ca despăgubire pentru genocidul armenilor. Kurzilor le-a fost promis un teritoriu autonom. 
Până în cele din urmă, revoluționarii turci conduși de Mustafa Kemal Atatürk au respins prevederile cu privire la împărțirea Anatoliei și au respins trupele grecești și armenești, cele italiene neajungând încă să ocupe teritoriile prevăzute în tratatul de pace. Atatürk a înăbușit tentativele din deceniul al treilea ale kurzilor de a-și proclama independența. După ce revoluționarii turci au preluat ferm controlul asupra întregii Anatolii, Tratatul de la Sèvres a fost înlocuit de Tratatul de la Lausanne, care a pus capăt în mod oficial tuturor ostilităților și a dus la crearea Republicii Turce moderne. Noul tratat recunoștea mandatele Națiunilor Unite din Orientul Mijlociu, cedarea de teritorii otomane din Peninsula Arabică și suveranitatea britanică asupra Ciprului. De asemenea, acest tratat definitiva frontierele nord-estice ale Turciei cu Uniunea Sovietică, așa cum fuseseră determinate prin Tratatul de la Kars. Tratatul de la Kars stabilea că bolșevicii cedau fostele provincii armenești și georgiene Kars, Iğdır, Ardahan și Artvin Turciei în schimbul Adjariei. Tratatul a fost semnat la Erevan pe 11 septembrie 1922, după ce restul Armeniei devenise parte a URSS-ului. 

### Regatul Unit
Regatul Unit al Marii Britanii și Irlandei, finanțând războiul, a ajuns să aibă probleme economice și sociale importante. Regatul s-a transformat din cel mai mare investitor în străinătate în cel mai mare debitor internațional, cu rate ale împrumuturilor externe care reprezentau la un moment dat 40% din cheltuielile bugetare. Inflația a crescut de mai mult de două ori între 1914 și 1920, în timp ce valoarea lirei sterline  a scăzut cu 61,2%. Reparațiile de război germane plătite în natură sub formă de cărbune au adus mari greutăți industriei locale, precipitând izbucnirea grevei generale din 1926. 
Investițiile particulare în străinătate erau solide, aproximativ 550 de milioane de lire. În timpul războiului se făcuseră investiții noi de 250 de milioane de lire. Pierderile financiare nete erau de aproximativ 300 de milioane lire. Pierderile materiale erau considerate "moderate": cea mai importantă fiind considerată scufundarea de către submarinele germane a 40% din flota de vase comerciale. Cele mai multe vapoare scufundate fuseseră înlocuite cu altele noi în timpul războiului și imediat după război. Istoricul militar Correlli Barnett a afirmat că "adevărul obiectiv este că Marele Război nu a produs în niciun fel distrugeri devastatoare Angliei", dar războiul "a schilodit doar psihologic Anglia... ".
Printre schimbările mai puțin vizibile s-a numărat creșterea încrederii în propriile puteri a națiunilor din Commonwealth. Bătălii precum cel de la Gallipoli pentru Australia și Noua Zeelandă, și de la Vimy pentru Canada au avut ca rezultat creșterea mândriei naționale, dar și a împotrivirii la subordonarea față de britanici, ceea ce a dus la creșterea în deceniile următoare a autonomiei diplomatice. Dominioanele care erau tradițional loiale, precum Newfoundland, au fost puternic deziluzionate de aparenta indiferență a britanicilor față de soldații lor, ceea ce a dus în cazul Newfoundlandului la unirea cu vecinul Confederația Canadiană. Colonii precum India sau Nigeria au devenit din ce în ce mai conștiente de puterea lor și de fragilitatea crescută a metropolei.
În Irlanda, întârzierile în rezolvarea problemei autonomiei provinciei, cauzate, în parte, de război, dar și de Răscoala de Paște din 1916 și de încercara eșuată de recrutare a irlandezilor, au crescut sprijinul pentru separatiștii radicali și au dus în mod indirect la izbucnirea războiului anglo-irlandez din 1919. 

### Statele Unite ale Americii
În Statele Unite, populația, deziluzionată de refuzul politicienilor europeni de a sprijini idealurile de pace ale președintelui Woodrow Wilson, a ales izolaționismul ca cea mai potrivită politică externă. După câțiva ani de recesiune economică, americanii s-au bucurat de câțiva ani de prosperitate crescândă în deceniul al treilea, până la Crahul de pe Wall Street din 1929. În ciuda izolaționismului, capitalul american a finanțat reconstrucția Germaniei și plata despăgubirilor de război, cel puțin până la izbucnirea Marii Crize Economice. Legăturile economice foarte strânse dintre americani și germani au devenit oarecum stânjenitoare după preluarea puterii de către naziști în 1933.

### Franța
Franța a obținut regiunile Alsaciei și Lorenei, care fuseseră anexate de Prusia în timpul războiului franco-prusac din 1870. În timpul Conferinței de pace de la Paris din 1919, obiectivul urmărit de președintele Georges Clemenceau era acela de a se asigura că Germania nu va căuta să se răzbune în anii care urmau să vină. Pentru a asigura îndeplinirea acestui obiectiv, feldmareșalul Ferdinand Foch a cerut ca, pentru protecția viitoare a Franței, râul Rin să devină granița dintre Germania și Franța. Ținând seama de precedentele istorice, feldmareșalul era convins că Germania va redeveni un pericol, iar la aflarea prevederilor Tratatului de la Versailles, care lăsa Germania aproape neatinsă, el a declarat vizionar: " Aceasta nu este o Pace. Acesta este un Armistițiu pentru 20 de ani."
Distrugerile suferite de Franța urmau să fie acoperite de despăgubirile de război negociate la Versailles. Acest imperativ financiar a dominat politica externă franceză de-a lungul deceniului al treilea, ducând în 1923 la ocuparea Ruhrului pentru a forța Germania să-și plătească datoriile. Totuși, Germania s-a dovedit incapabilă să plătească uriașele despăgubiri de război și a obținut sprijinul SUA pentru reglementarea situației. Astfel, a fost negociat, după ocuparea regiunii industriale Ruhr, Planul Dawes, iar în 1929, Planul Young. 
Foarte importantă în război a fost participarea trupelor coloniale franceze – din Senegal, Indochina Franceză, Africa de Nord și din Madagascar – fără aportul cărora Franța ar fi întâmpinat dificultăți insurmontabile în apărarea teritoriului național. Când acești soldați din colonii s-au întors în patriile lor și au continuat să fie tratați ca cetățeni de mâna a doua, au devenit rapid membri ai nucleelor grupurilor proindependentiste. 
Sprijinul socialiștilor francezi pentru guvernul de uniune națională (Alexandre Millerand fiind ministru de război) a marcat reorientarea politică a partidului către social democrație și participarea la "guvernarea burgheză", în ciuda retoricii socialiste a lui Léon Blum.

### Italia
După război, Italia nu a reușit să anexeze Dalmația, ceea ce a făcut ca unii dintre politicienii peninsulari să vorbească despre o "victorie mutilată".
Se poate aprecia că, dintre Puterile Aliate, Italia a fost cea mai câștigată după încheierea războiului. Regatul Unit și Franța aveau în Germania un potențial adversar, care păstrase cam 80% din potențialul economic și industrial, fiind capabil de revanșă în câțva ani. În schimb, Italia scăpase pentru totdeauna de inamicul secular, Imperiul Austro-Ungar, care se împărțise într-un număr de state mici, care nu mai puteau reprezenta un pericol, unele dintre acestea chiar căzând în sfera de influență italiană. 
După anexarea orașelor Trento, Triest și Zara, a regiunilor Tirolul de Sud, Friuli, Istria și a câtorva insule din Marea Adriatică, Italia își încheiase expansiunea teritorială și se putea baza pe granițe sigure. Mai mult, suveranitatea Italiei asupra insulelor Rodos și Dodecaneze a fost recunoscută în mod oficial, la fel ca și interesele speciale ale Italiei în Albania. Dacă diplomații italieni ar fi dat dovadă de mai multă pricepere în negocierile Conferinței de pace de la Paris, e de presupus că Italia ar fi putut, de asemenea, să obțină părți din fostele colonii germane. Toate aceste câștiguri evidente nu au fost luate în seamă de politicienii italieni, iar mitul "victoriei mutilate" s-a dezvoltat, alimentând propaganda fascistă și facilitând ascensiunea lui Benito Mussolini.
În timpul războiului, Italia a suferit pierderi omenești mai mici decât cele britanice și incomparabil mai mici decât cele franceze, iar problemele sociale cărora a trebuit să le facă față, (industria de război care trebuia să se convertească la producția civilă, invalizii incapabili de muncă, noul rol al femeii, etc), erau comune tuturor participanților la război, dintre care numai Italia s-a îndreptat rapid către un regim autoritarist. Se poate aprecia că mitul "victoriei mutilate" a fost elementul care a făcut diferența și a provocat, cel puțin în parte, deplasarea politică a Italiei către fascism în 1922. 

## Traumele sociale
Experiențele războiului au condus către un tip de traumă colectivă națională pentru toate țările participante la conflagrație. Optimismul începutului de secol dispăruse în totalitate, iar cei care au luptat în război au devenit cunoscuți ca "generația pierdută", pentru că ei nu au mai fost niciodată capabili să-și revină după grozăviile suportate pe front. În timpul acestui război, pentru prima oară în istoria conflagrațiilor, au murit în luptă mai mulți oameni decât de boli, numărul celor căzuți la datorie fiind nemaiîntâlnit până în acel moment. În cinstea celor uciși în luptă au fost ridicate monumente în mii de orașe și sate.
Trauma socială s-a manifestat în nenumărate feluri. Unii oameni au fost revoltați de naționalismul pe care îl considerau vinovat de marile pierderi de vieți omenești și distrugerile materiale și de aceea s-au orientat spre o politică bazată pe internaționalism prin intermediul organizațiilor internaționale precum Liga Națiunilor. O altă orientare politică, pacifismul a devenit tot mai importantă în perioada interbelică. A existat și o altă categorie de oameni, care au acționat diametral opus, considerând că doar o politica de mână forte și forța armată pot asigura protecția într-o lume haotică și inumană care nu respecta niciuna dintre valorile recunoscute ale civilizației. S-a manifestat tot mai acut un sentiment profund de deziluzie și de cinism. Nihilismul s-a dovedit încă una dintre tendințele politice influente în acea perioadă. Mulți oameni considerau că războiul a marcat sfârșitul lumii așa cum fusese ea cunoscută până în acel moment, aducând colapsul capitalismului și imperialismului. Mișcările socialiste și comuniste din toată lumea s-au întărit foarte mult, plecând tocmai de la prezumția de mai înainte, bucurându-se de o popularitate nemaiatinsă până atunci. Aceste simțăminte erau mai pronunțate în zonele cele mai încercate de război, așa cum erau cele din Europa Centrală, Rusia și Franța. 
Artiști precum Otto Dix, George Grosz, Ernst Barlach și Käthe Kollwitz și-au expus propriile experiențe sau cele ale societății în picturi și sculpturi sumbre. Scriitorii, precum Erich Maria Remarque, au descris în romane pline de tragism grozăviile războiului. Astfel de lucrări au avut un impact uriaș asupra societății, ducând la controverse aprinse și aruncând lumini noi asupra conflictului. În Germania, naționaliștii, în frunte cu naziștii, considerau că cea mai mare parte a acestor lucrări de artă sunt produsul unor degenerați, care nu făceau decât să submineze coeziunea societății.

## Muniția nefolosită

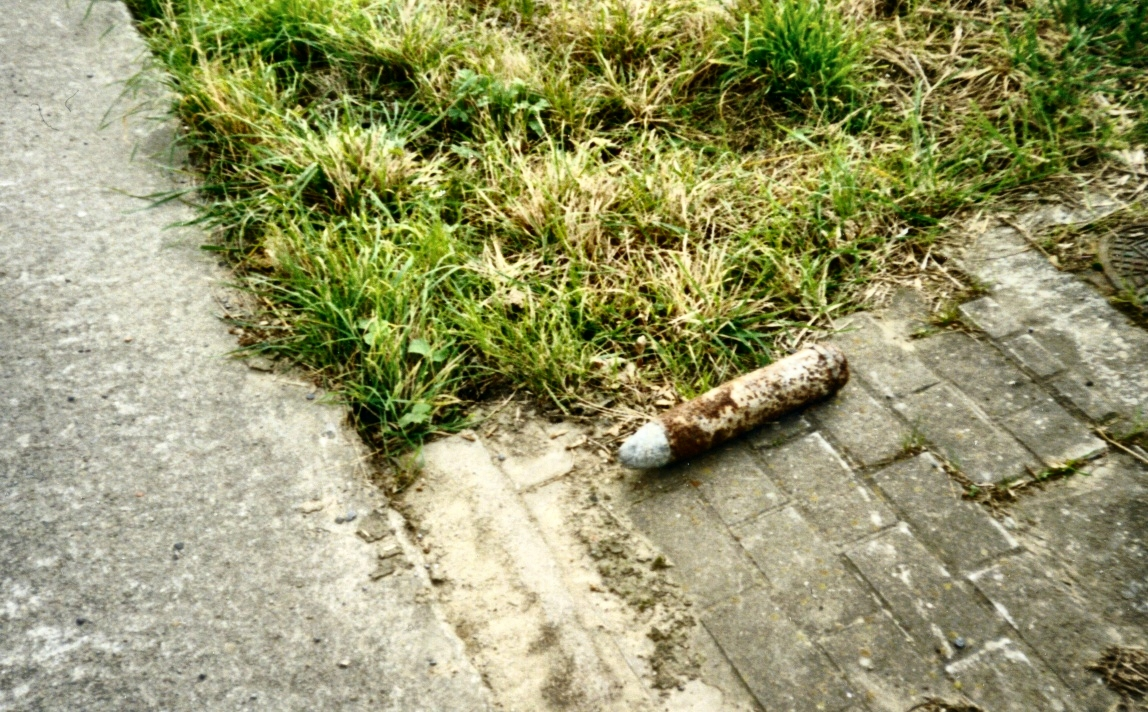
Muniție de artilerie adunată în vederea distrugerii lângă Ypres, Belgia în 2004

În toate regiunile în care fuseseră tranșee sau lupte, (de exemplu în regiunea Champagne din Franța), rămăseseră mari cantități de muniție nefolosită, neexplodată sau uitată de toate calibrele, unele dintre ele cauzând accidente chiar și în zilele noastre. Unele dintre proiectilele rămase din Primul Război Mondial mai sunt găsite și în zilele noastre, în special de fermierii care-și ară câmpurile, de aceea această muniție a primit și numele de „recoltă de oțel”. Unele dintre aceste proiectile conțin încărcături chimice toxice precum gazul muștar. Curățarea principalelor câmpuri de bătălie este o sarcină neîntreruptă, care continuă de decenii și nu pare să se încheie în curând. Sute de tone de proiectile neexplodate sunt adunate, stocate și distruse de echipe speciale din Belgia și Franța.
Unele estimări merg până acolo încât să aprecieze că, în ritmul actual, Franța nu va putea să distrugă întregul stoc de muniție neexplodată din Primul Război Mondial decât în câteva sute de ani. 

## Monumente ale eroilor de război

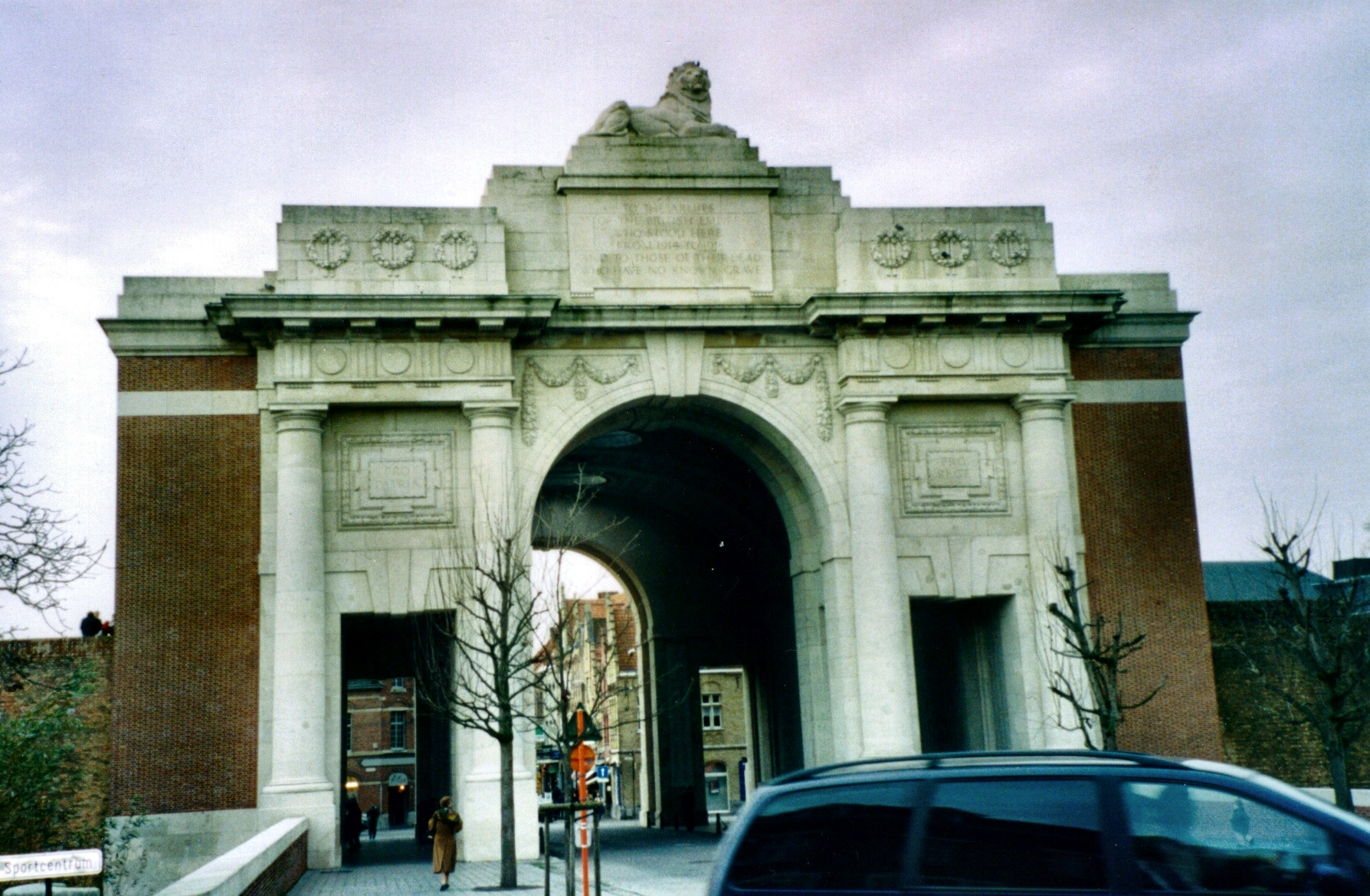
Memorialul Poarta Menin, din Ypres, Belgia

În diferite localități au fost ridicate monumente dedicate eroilor războiului. Au fost edificate și un număr de monumente ale soldatului necunoscut.